# Василий Данилов
Василий Данилов (на руски: Василий Данилов) е съветски и руски футболист.
Той е първият футболист с почетното звание „Заслужил майстор на спорта на Русия“ (1997). Роден е в село Присинок (Прысынок), Воронежка област, РСФСР, СССР.

## Кариера
Известен е с участието си в „Зенит“ (Ленинград), където преминава през 1961 г. от „Шахтьор“ (Сталиногорск). Непосредствено след преместването си в Ленинград става основен играч на „Зенит“, а по-късно и на националния отбор на СССР. Играе в „Зенит“ 8 сезона и напуска отбора след тежка травма.
Включен е 5 пъти в списъка на 33-те най-добри играчи на сезона (№ 1 – 1965, 1966, № 2 – 1962, № 3 – 1961, 1963). Играе 23 мача за националния отбор на СССР (рекорд за футболисти от „Зенит“ от времето на Съюза). Изиграва 4 мача на Световното първенство през 1966 г.

## Присъда
От 1979 г. до 1985 г. излежава присъдата си по чл. 144. Кражба от Наказателния кодекс на РСФСР - според Данилов е натопен. Първоначалният срок на затвора по присъдата е 3 години. Първите 14 месеца прекарва в затвора „Крести“, след това във „Форносово“. Бяга от затвора и се укрива 6 месеца, после е намерен и осъден на още 1,5 години затвор.